# Sayaxché

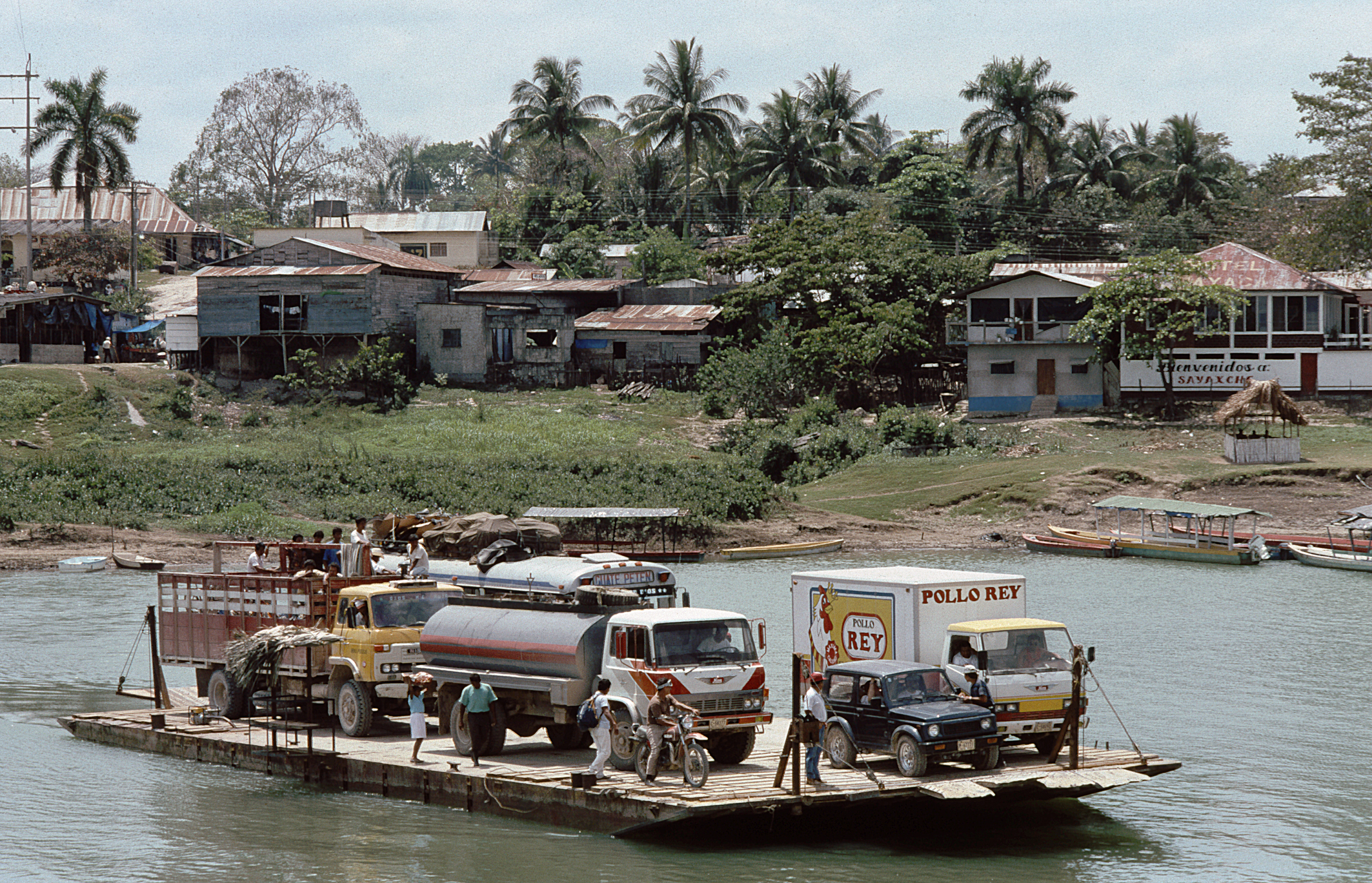
Balsa pelo rio de la Pasión em Sayaxché

Sayaxché é uma cidade da Guatemala do departamento de El Petén.